# Carlos Páez Vilaró
Carlos Páez Vilaró (Montevidéu, 1 de novembro de 1923 — Punta Ballena, 24 de fevereiro de 2014) foi um pintor, ceramista, escultor, muralista, escritor, compositor e empresário uruguaio, proprietário da famosa galeria de arte e hotel Casapueblo, monumento modelado com suas próprias mãos.
Também patrocinou a busca pelo local da queda do avião onde seu filho estava, em 1972, num célebre acidente ocorrido na cordilheira dos Andes, na fronteira entre o Chile e a Argentina.
Conheceu Picasso, Dalí e foi um dos grandes nomes das artes sul-americanas.

## Biografia
Nasceu em Montevidéu em 1923, e começou a desenhar em 1939. Em 1941, com 18 anos, viajou para Buenos Aires, capital da Argentina, onde trabalhou numa fábrica de fósforos e, em seguida, no setor das artes gráficas, como aprendiz de impressão na região industrial de Barracas. Aos 20 anos retornou para Montevidéu, onde, influenciado por seus companheiros dos bairros de Sur e Palermo, bem como do conventillo Mediomundo, se associou à comunidade afro-uruguaia e passou a colaborar com os desfiles de llamadas e o folclore negro de maneira geral, estudando as danças e gêneros musicais típicos daquela cultura, como o candombe e a comparsa. A partir desta influência passou a retratar em sua arte os diferentes aspectos da cultura e da vida cotidiana do afro-uruguaio: as llamadas, os bailes, bem como sua religiosidade, seus casamentos e velórios.
Compôs diversas peças musicais nos dois gêneros, e regeu uma orquestra, cujas congas e bongôs eram decorados com sua arte temática. Seu interesse pela cultura negra acabou levando-o ao Brasil, lar da maior população de descendentes de africanos das Américas. Lá, foi convidado para exibir suas obras pelo diretor do Museu de Arte Moderna de Paris, Jean Cassou, em 1956. Naquele mesmo ano viajou para Dacar, no Senegal - sua primeira visita à África.
Graças ao contato com escritores, músicos e estudiosos como Ildefonso Pereda Valdés, Paulo de Carvalho Neto, Jorge Amado e Vinicius de Moraes, publicou livros como La casa del negro, Bahía, Mediomundo e Candango. Aprofundou seus estudos sobre a cultura afrodescendente em Salvador, no estado brasileiro da Bahia, assim como em outros países americanos onde a cultura negra está presente (Colômbia, Venezuela, Panamá, República Dominicana, Haiti) e em países da África subsaariana. Colaborou com Albert Schweitzer no leprosário de Lambaréné.
Entre as diversas ocupações que exerceu, também foi colunista da revista semanal Caras y Caretas.

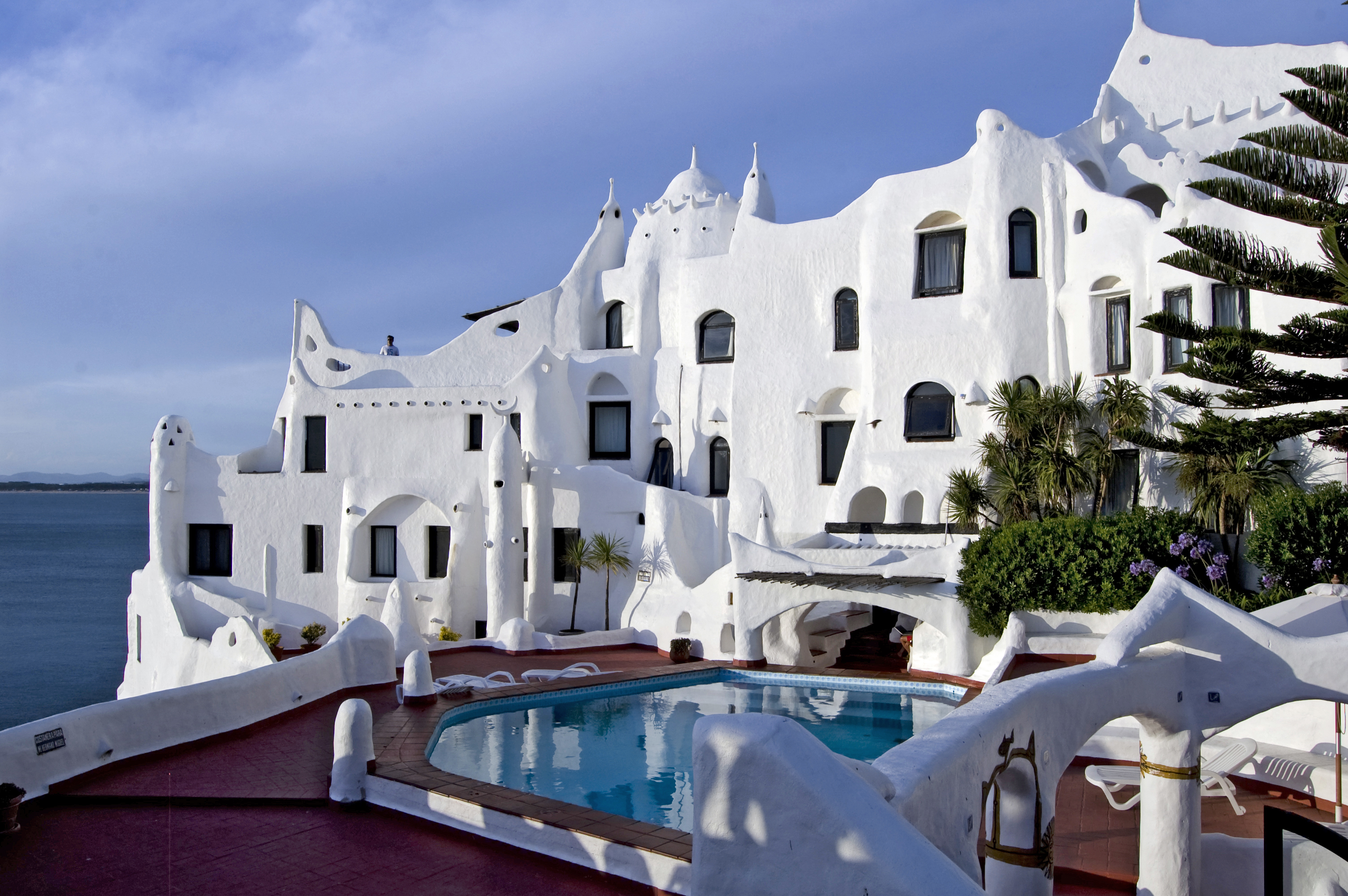
Casapueblo, sua "escultura habitável" que se tornou sua criação mais famosa, situada nas proximidades de Punta del Este, no sul do Uruguai, tem sido uma das principais atrações turísticas do país desde o fim da década de 1960.

Em 1958 comprou um terreno de frente para o mar no leste da península pitoresca de Punta Ballena, então praticamente deserta, e construiu ali um pequeno chalé de madeira que com o tempo foi sendo ampliado e reformado até se transformar na "Casapueblo" (literalmente, "Casa-Vila", em espanhol). Denominada pelo próprio Vilaró como uma "escultura habitável", o complexo de cimento pintado de branco que se assemelhava a uma cidadela aos poucos deixou de ser apenas o seu lar e se converteu em seu ateliê, e, eventualmente, museu; embora tenha continuado a habitar o local, Vilaró continuou a expandi-lo continuamente, criando por vezes um quarto diferente para determinado hóspede, até que acabou por abrir uma seção do local aos turistas, transformando-a num hotel, que até hoje é uma das principais atrações turísticas do departamento de Maldonado. Segundo ele próprio, numa entrevista dada em 1979, "construí-a como se tratasse de uma escultura habitável, sem planejar, seguindo principalmente o meu entusiasmo. Quando o governo municipal me pediu, há pouco tempo, a planta do projeto - que eu não tinha - um amigo arquiteto teve que passar um mês estudando a maneira de decifrá-la".
Cada vez mais conhecido, Vilaró recebeu uma comissão, em 1959, para criar um mural destinado a um túnel que daria acesso a um novo anexo da sede de Washington, D.C. da Organização dos Estados Americanos, o edifício da União Panamericana. Inicialmente destinado a não ter mais de 15 metros de extensão, o mural (intitulado Raízes da Paz), quando inaugurado, em 1960, tinha 155 metros de comprimento e dois metros de altura. Os danos graves causados pela umidade excessiva forçaram o artista a repintar o mural em 1975.
Vilaró continuou em contato com a cultura europeia e africana, e manteve laços estreitos com diversos amigos de seus dias em Paris, no fim da década de 1950, em especial Brigitte Bardot e Pablo Picasso. Em 1967 se aventurou no cinema, fundando uma produtora, Dahlia, com o auxílio dos empresários europeus Gérard Leclery e Gunter Sachs. No mesmo ano viajou por diversos países da África Ocidental, onde filmou um documentário do qual foi co-roteirista, Batouk, dirigido por Jean-Jacques Manigot, um longa-metragem de 35 milímetros, a cores, com 65 minutos de duração. Escreveu-o em conjunto com Aimé Césaire e Leopold Sédar Senghor, que contribuíram com poemas. O filme participou do Festival de Cannes em 1967.

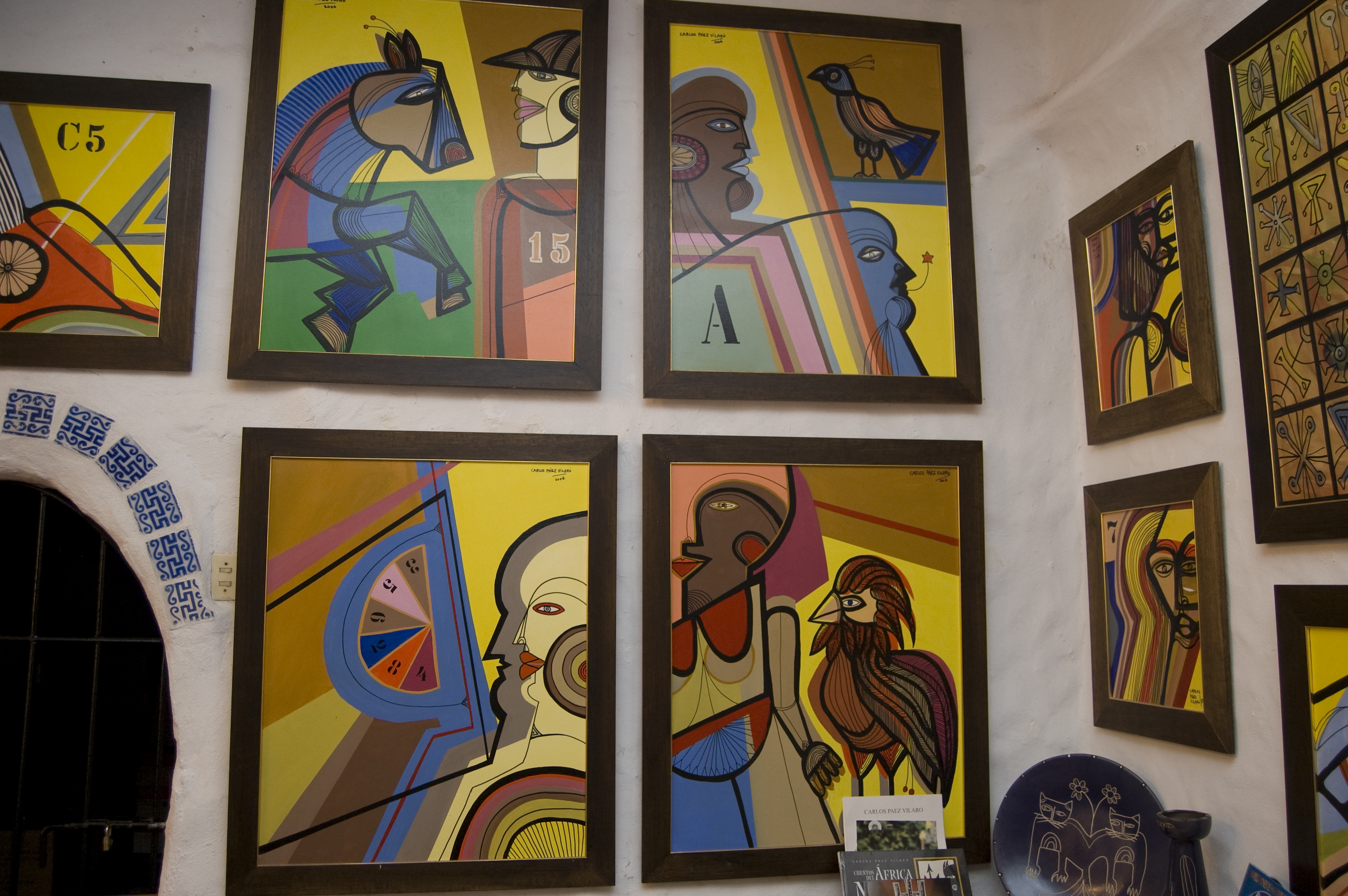
Diversas pinturas recentes de Vilaró, expostas na Casapueblo

Vilaró continuou a criar murais e esculturas para diversos escritórios governamentais e corporativos e colecionadores privados, além de projetar diversos edifícios. Pintou 12 murais na Argentina, 16 no Brasil, quatro no Chade, três no Chile, quatro no Gabão, onze nos Estados Unidos e trinta em sua terra natal, além de uma série de trabalhos espalhados pela África e pelas ilhas da Polinésia. Também projetou uma capela que não pertencia a nenhuma denominação específica, destinada a um cemitério sem cruzes ou lápides em San Isidro, na província de Buenos Aires, além de reconstruir uma casa abandonada na cidade vizinha de Tigre, seguindo o modelo da Casapueblo; segundo ele, a capela de San Isidro teria sido sua "maior obra".

### Vida pessoal
O primeiro casamento do artista, com Madelón Rodríguez Gómez, embora curto, lhe rendeu três filhos. Um deles, Carlos "Carlitos" Páez Rodríguez, viria a integrar o time de rugby do colégio Stella Maris de Montevidéu, os "Old Christians"; em 13 de outubro de 1972, o Voo 571 da Força Aérea Uruguaia, que transportava os integrantes da equipe, colidiu contra uma montanha na cordilheira dos Andes, entre o Chile e a província de Mendoza, na Argentina. Vilaró fez parte do grupo que realizou as buscas pelos 45 passageiros - dos quais 16 acabaram sobrevivendo, entre eles seu filho, com quem se reencontrou pouco tempo depois do resgate, em 23 de dezembro.
Vilaró passou por dificuldades em outras áreas de sua vida. Em 1976 conheceu Annette Deussen, uma turista argentina, com quem teve uma filha, em 1984. Deussen era casada com outro homem na época, de quem se divorciou em 1986, casando-se com Vilaró em 1989. Seu ex-marido, no entanto, continuou a travar uma feroz batalha judicial pela custódia do filho por mais de uma década, mesmo depois que a paternidade de Vilaró havia sido cientificamente comprovada. A questão só veio a ser resolvida em 1999, e a custódia finalmente concedida a Vilaró. Nesta altura o artista, pai de seis filhos, dividia seus dias entre a Casapueblo e "Bengala", sua residência em Tigre.
Morreu aos 90 anos de idade, na Casapueblo, em Punta Ballena. Seu filho declarou, por ocasião de sua morte: "Se realmente há uma frase apropriada a ele, é que descanse em paz. Nunca vi alguém que trabalhasse tanto. É um cara que trabalhou até o último momento. Até ontem. Então, que descanse em paz". Seu corpo foi velado no Palácio Legislativo da capital uruguaia.